# 대안중기계련합기업소

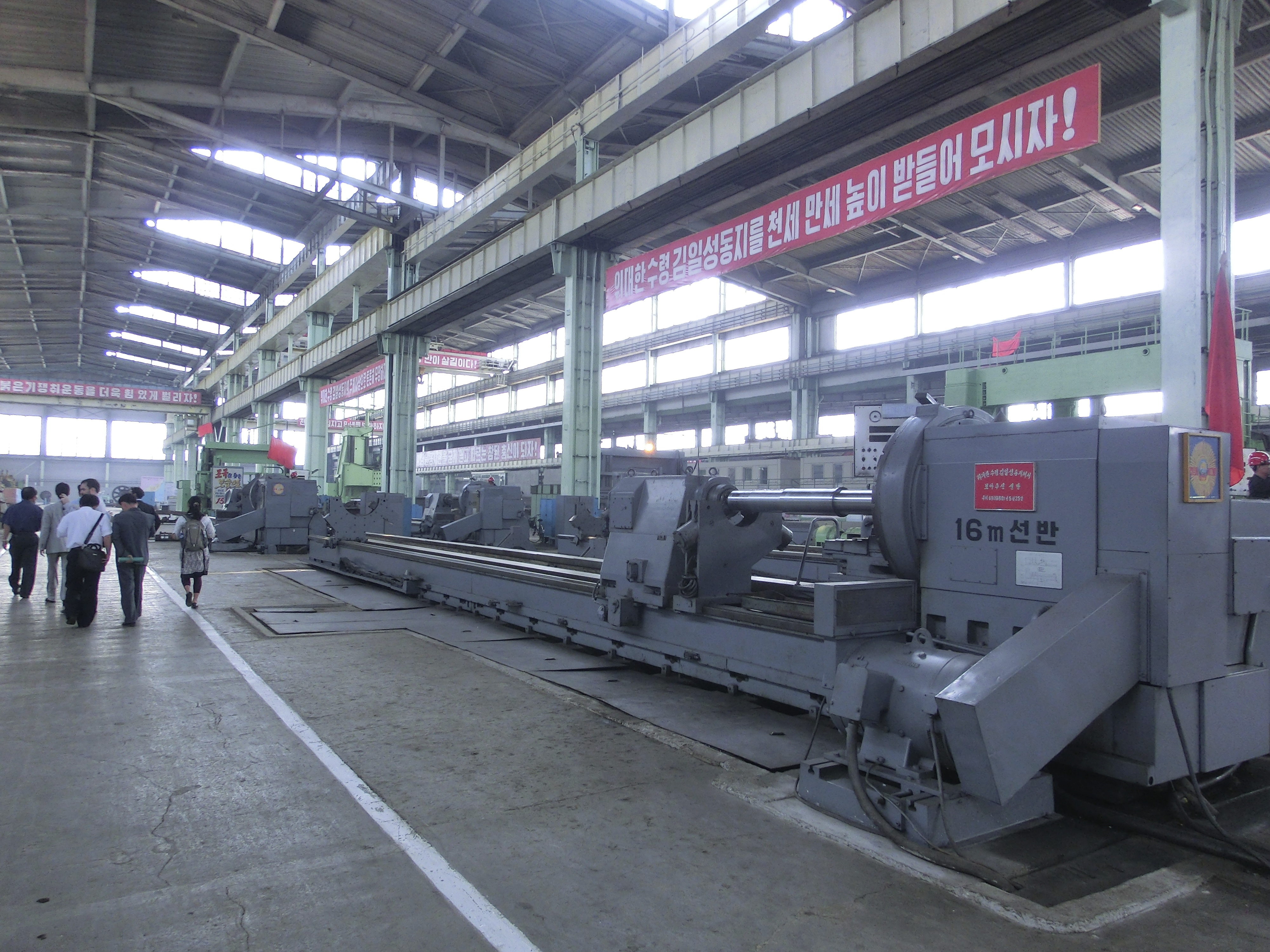

대안중기계련합기업소(大安重機械聯合企業所)는 남포시 대안구역에 위치한 조선민주주의인민공화국 기계공업성 산하의 대표적인 중기계 제작공장이다. 주요 생산품목은 수력 및 화력 발전 설비, 대형 모터, 대형 치차, 변압기, 대형 보일러 등이며 이외 대형 플랜트 설비들이다.

## 역사
대안중기계련합기업소는 일제 강점기 변압기와 전동기를 수리하는 소규모 공장에서 출발하여 1955년 중국의 원조로 전기계류 부속품을 생산하는 대안 전기 공장으로 발전하였다. 1970년대 중반에 50,000 kVA 화력 발전기와 65,000 kW 변압기를 생산하였으며 조선민주주의인민공화국은 이 공장을 2차 7개년 계획 기간 중에 소련의 지원을 받아 시설을 확장하고 대안중기계종합공장으로 명칭을 바꾸었다.
이후 설비 보강 등을 통해 1980년대 초에 대표적인 종합 플랜트 제작 전문 공장의 하나로 발전하였으며, 1985년부터 대안중기계련합기업소로 불리기 시작했다.
1990년대, 특히 중반 이후 2000년 이전까지는 고난의 행군으로 인해 생산 설비 보강은 물론 생산활동도 침체되었던 것으로 보인다. 자재 부족으로 인해 중소형 발전기 생산시 과거 내버렸던 폐설물을 이용해 발전기 축을 가공해서 보장해주었을 정도이다.

## 개건 현대화 과정
본격적인 설비 개·보수나 현대화 추진동향은 2003년이 되어서야 나타나기 시작하였다. 1가공 직장의 축중심 구멍 가공 등 가공 공정을 현대적으로 개조하기 위한 사업이 마무리 단계에서 추진되었다.
주물 공정과 열처리 공정도 개보수되어 경량화된 새로운 중소형 발전기와 터빈을 제작하였다. 2004년들어서는 전기 슬러그 재용해법에 의한 미루대 치차 재생 공정을 도입하였으며 수력 터빈 가공에 자체로 만든 CNC 수형 선반을 적극 받아들여서 수차 효율을 높이기 위한 사업도 본격적으로 진행하였다.
2006년에는 연화층을 이용한 중 탄소강 냉간 용착 방법을 주강품과 단조품 용착 현장에 도입하였으며 CNC를 수평형 보링 머신에 장착하여 터빈을 가공함으로써 수력 터빈의 효율을 2-3%나 높였다. 발전 설비 생산에 필요한 많은 양의 절연 테이프를 외부에 의존해오다 두달 반의 기간 동안 분말을 이용한 절연 테이프 생산 기지를 마련하여 자체 조달하였다. 2008년들어서는 발전기 1가공직장과 대형 기계 직장의 대형 설비들을 정비 보수하고 10여 대의 설비를 원상복구하였다.
2009년부터 공장 설비의 CNC화에 주력하여 5축 동시 조종 수력 터빈 날개 가공반과 함께 10m 대형 선반과 300mm 수평형 보링 머신을 CNC화하였으며, 특히 천리마제강 연합 기업소 기술자들과 함께 동 제철소의 1만 톤 프레스의 CNC화를 실현시켰다. 2011년에도 4m 수형 선반과 6m 수형 선반도 CNC화하였으며 2012년에는 16m 수형 선반, 200mm 수평형 보링 머신을 비롯한 10여 대의 설비들을 CNC화하였다.
2013년에는 국가과학원 조종 기계 연구소 기술 지원하에 대형 기계들의 CNC화 목표를 세우고 1단계로 보링머신, 원통 연삭반, 문형 밀링머신을 비롯한 3대의 기계를 대상으로 선정하고 4월까지 이를 완료하였으며 2/4분기내로 완료할 계획하에 대형 밀링머신, 대형 수형 선반 등 여러 대형기계들에 대한 기술 개조를 진행하였다.

## 최근의 개건 현대화 과정
2018년에 CNC 곡면 용접 로봇을 새로 개발하고 대치차 표면 열처리 설비의 무인화를 실현하였고 특히 수십대의 대형 CNC 선반 등 유성 감속기 일체형 서보 전동 장치를 설치하여서 노동력 및 전력을 각각 30%-40% 절약하면서 생산을 1.5배로 높였다.
2019년, 조선중앙TV에 따르면 현재 주강 직장에 컴퓨터 조종 체계로 인하여 통합생산체계가 구축되어 룡성기계련합기업소와 같이 무인화가 되어 있다고 한다.
현재 락원기계련합기업소와 룡성기계련합기업소, 북중기계련합기업소, 대안중기계련합기업소에 통합 생산 체계가 구축이 되어 주강 직장에 무인화가 이루어져 있다.

## 개건 현대화 연표
- 2003년 : 주물 공정과 열처리 공정도 개보수되어 경량화된 새로운 중소형 발전기와 터빈을 제작 추진 중
- 2004년 : 전기 슬러그 재용해법에 의한 미루대 치차 재생 공정을 도입 및 수력 터빈 가공에 자체로 만든 수치 제어 수형 선반을 수용
- 2006년 : 연화층을 이용한 중탄소강 냉간 용착 방법을 주강품과 단조품 용착 현장에 도입 추진
- 2006년 : 분말을 이용한 절연 테이프 생산 기지를 마련하여 자체 조달
- 2008년 : 발전기 1가공직장과 대형 기계 직장의 대형 설비들을 정비 보수하고 10여 대의 설비를 원상복구
- 2009년 : 공장 설비의 CNC화에 주력하여 5축 동시 조종 수력 터빈 날개 가공반과 함께 10m 대형 선반과 300mm 수평형 보링 머신 CNC화
- 2011년 : 4m 수형 선반과 6m 수형 선반 CNC화 추진
- 2012년 : 16m 수형 선반 및 200mm 수평형 보링 머신 CNC화
- 2013년 : 국가 과학원 조종 기계 연구소 기술 지원 하에 대형 기계들의 CNC화 목표를 세움
- 2013년 : 대형 밀링머신, 대형 수형 선반 등 여러 대형 기계들에 대한 기술 개조
- 2018년 : CNC 곡면 용접 로봇 개발, 대치차 표면 열처리 설비의 무인화 실현